# Vampire (Walibi Belgium)
Vampire is een stalen omgekeerde achtbaan in het Belgische attractiepark Walibi Belgium. De attractie werd geopend in 1999 na de overname van Walibi Waver door de Six Flags groep en staat in het Entreegebied.

## Technisch
De achtbaan is geproduceerd door de Nederlandse fabrikant Vekoma. Vampire betrof een standaardmodel, onder de naam Suspended Looping Coaster, van de fabrikant. Zo is omgekeerde achtbaan Condor in zusterpark Walibi Holland op een paar punten na een exacte kopie van Vampire. De baan zelf is 689 meter lang en behaald gedurende de rit een topsnelheid van 80 km/u. Tijdens de optakeling wordt een hoogte bereikt van 33,3 meter. De achtbaan telt vijf inversies, waaronder een roll-over, een sidewinder en twee inline twists.

## Trivia
- Na het verdwijnen van Vertigo heeft Walibi Belgium iedere maand in 2009 een andere attractie als thema gebruikt onder de noemer de Big7. In juni stond de Vampire in de spotlights. Als extra actie werkte Walibi Belgium samen met het Rode Kruis dat bloed afnam.[3]

## Afbeeldingen

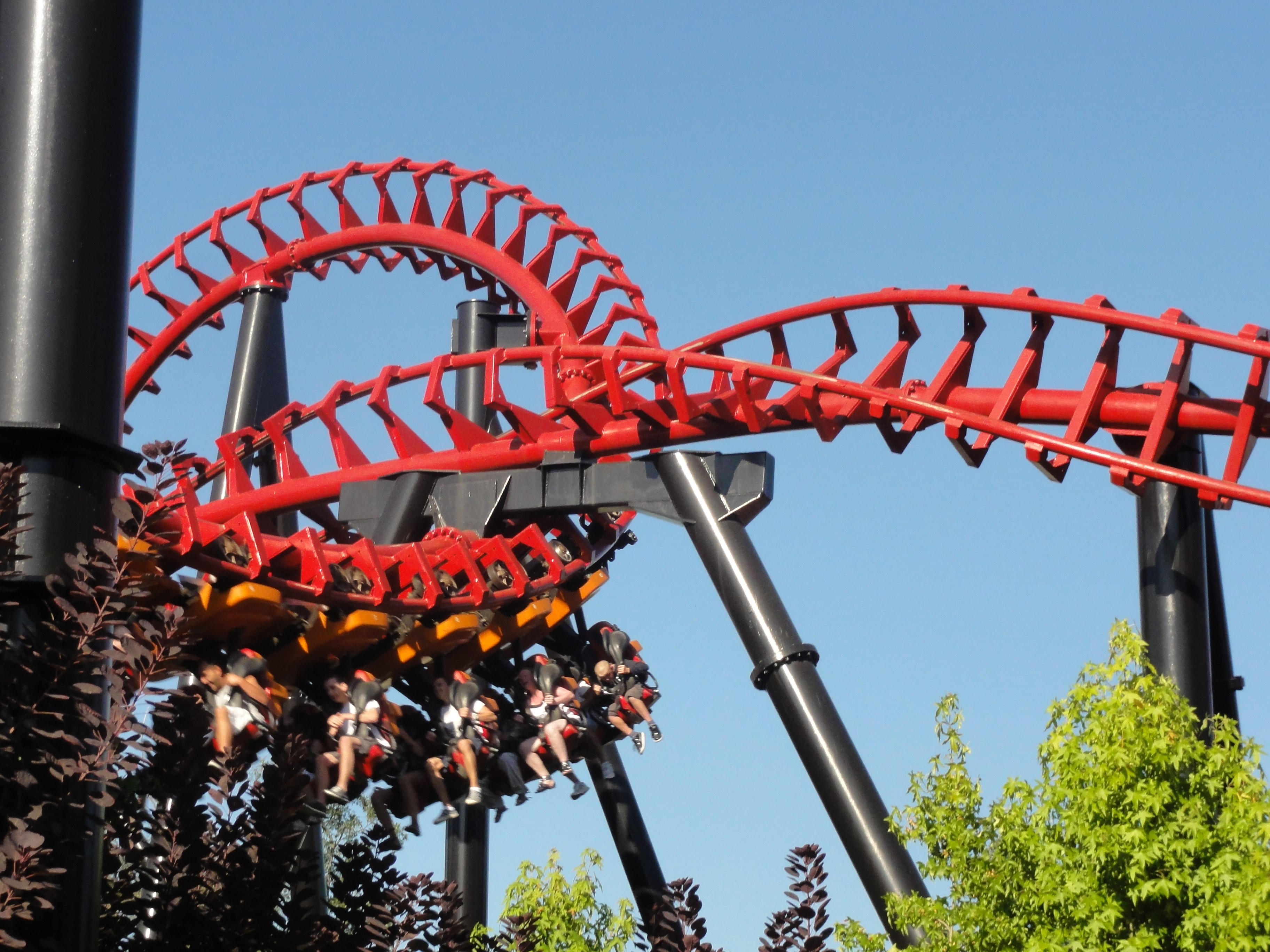
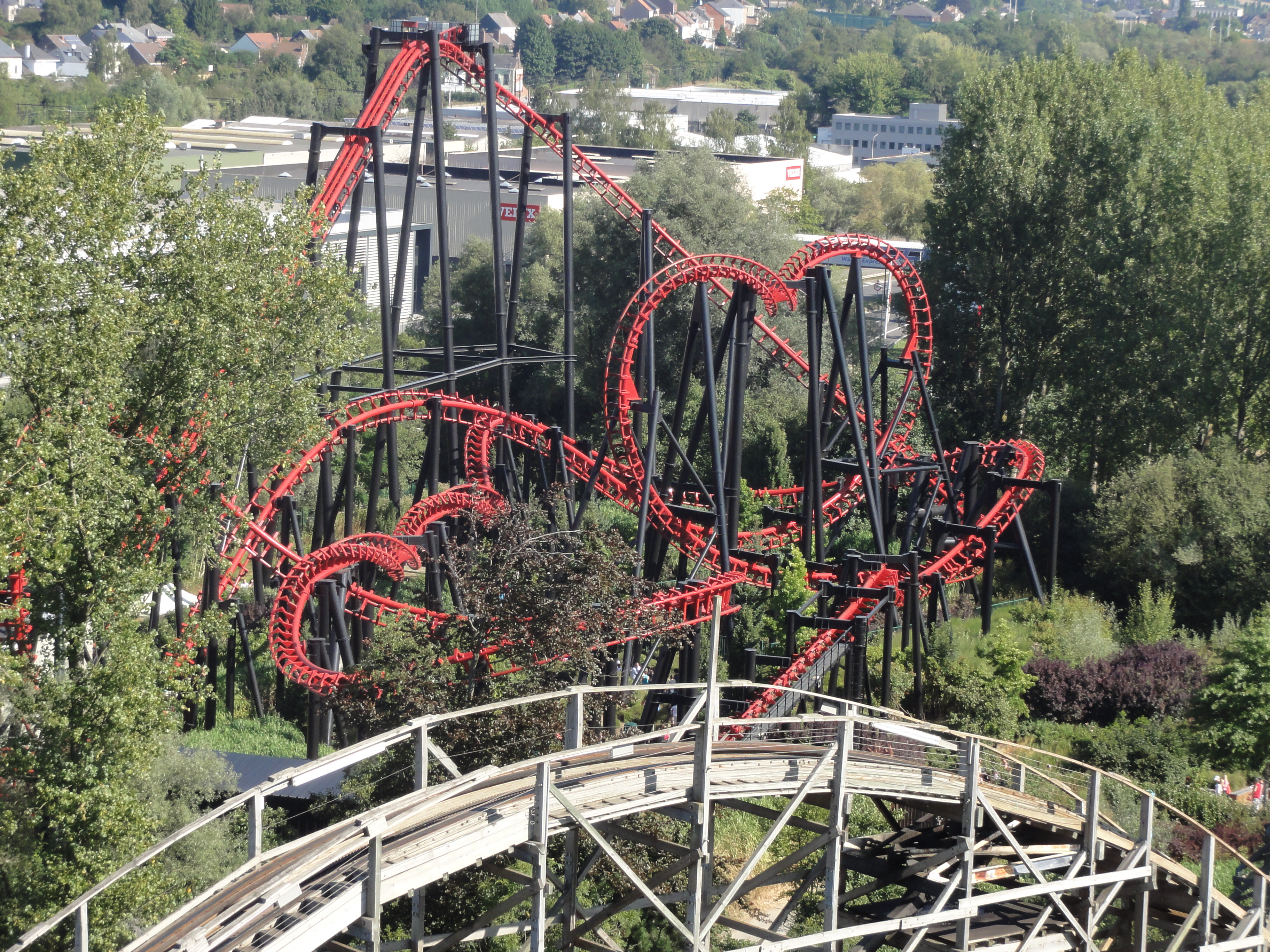
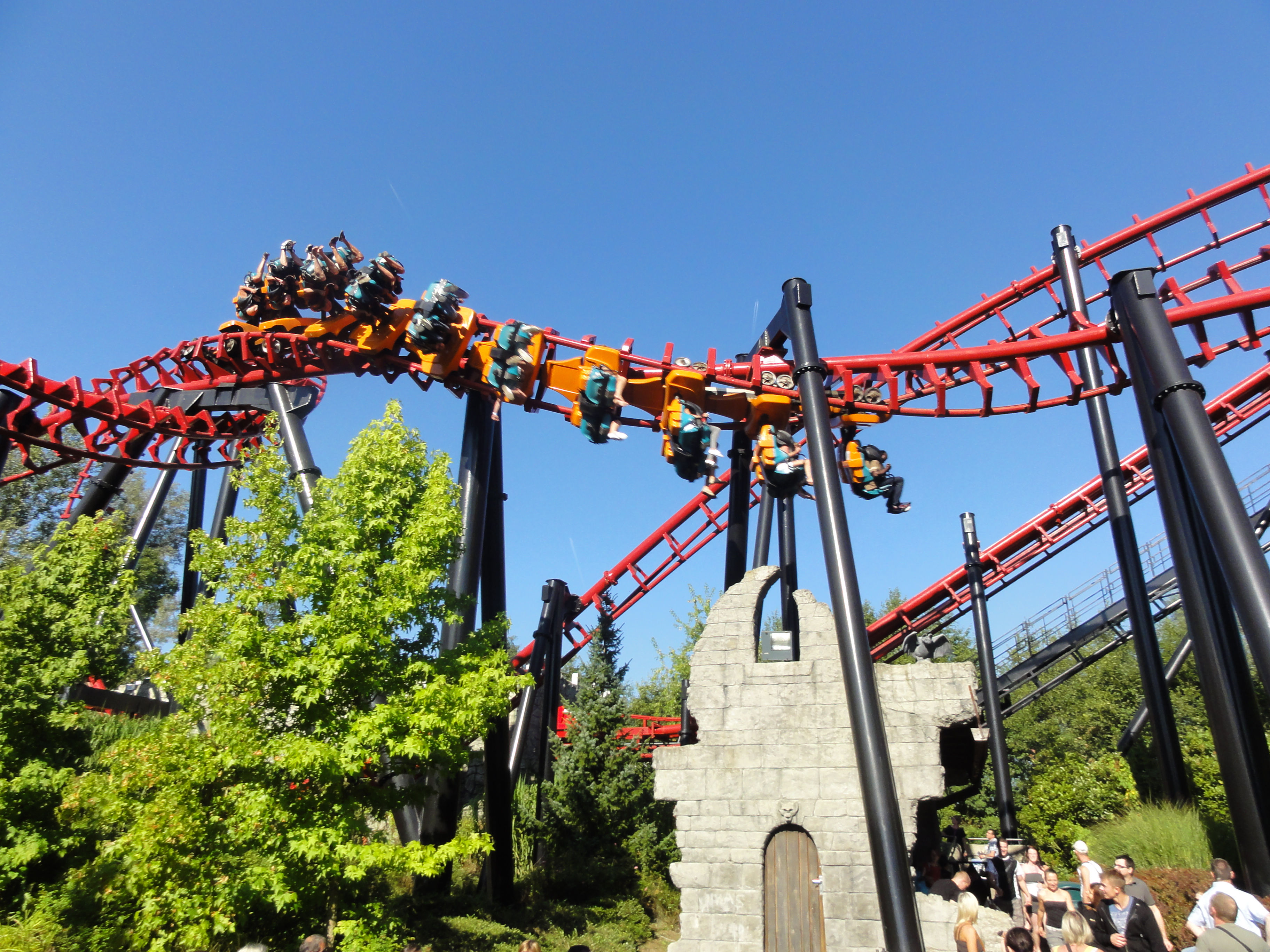
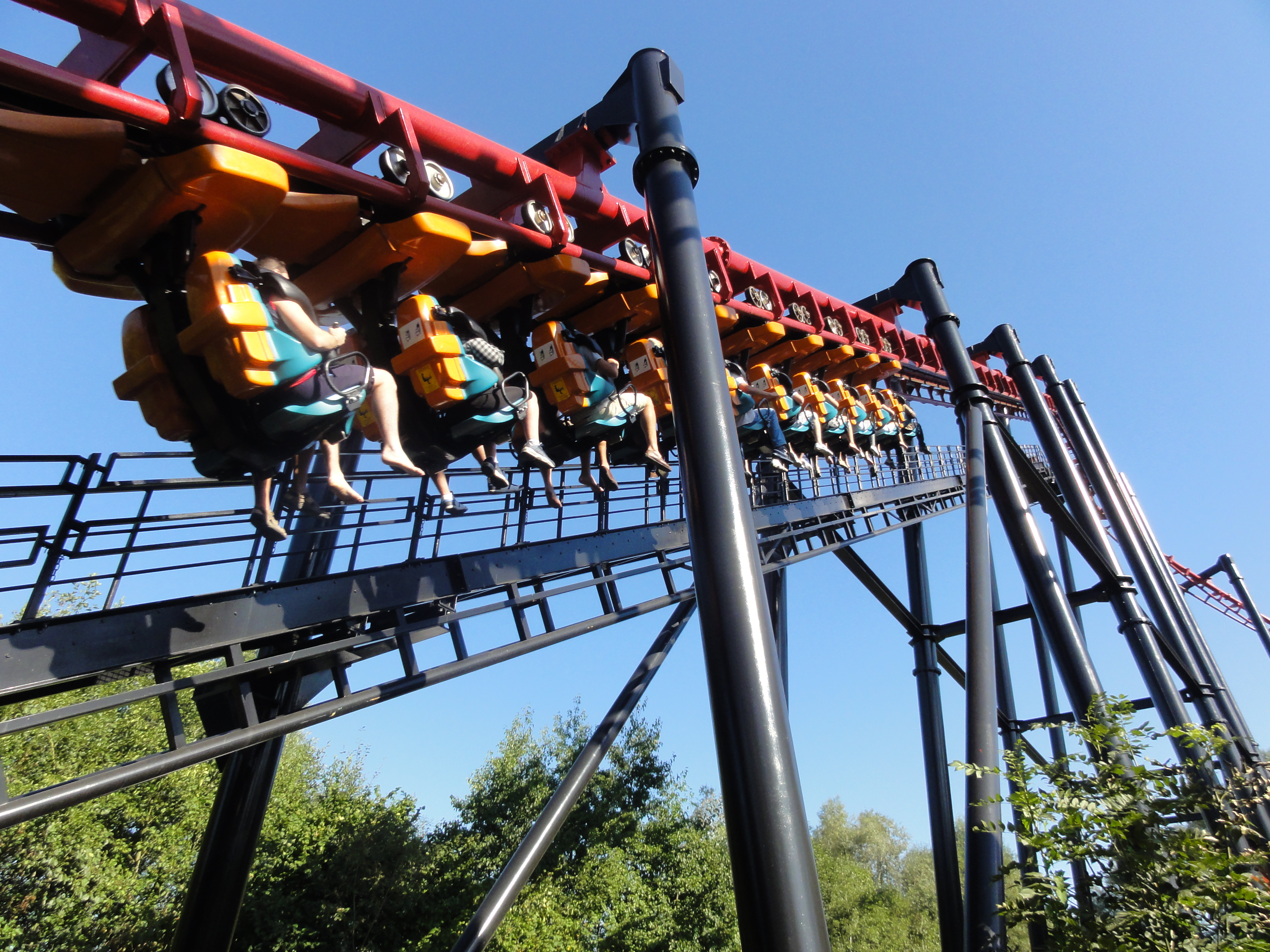